# Brown Sugar
Brown Sugar je pilotní singl k albu Sticky Fingers rockové skupiny The Rolling Stones. Úvodní dvě písně byly natočeny v roce 1970 ve studiích Olympic Sound a Trident v Londýně, ačkoli první verze písně „Brown Sugar“ byly natočeny už v roce 1969 během amerického turné. Píseň „Let It Rock“ byla pořízena 13. března 1971 během koncertu ve městě Leeds. Singl vyšel 16. dubna 1971, dosáhl na 2. příčku britské hitparády a v USA dosáhl na 1. příčku. Ve Velké Británii vyšel v této podobě až v roce 1984 jako promo ke kompilaci Rewind 1971-1984 a vyšplhal se na 58. místo. První dvě písně vyšly na albu Sticky Fingers, autory obou skladeb jsou Mick Jagger a Keith Richards, živá nahrávka „Let It Rock“ byla do té doby nevydaná, autorem písně je Chuck Berry.
V roce 2021 skupina oznámila, že píseň bude odstraněna ze setlistu jejich turné po USA.

## Základní informace
A strana
„Brown Sugar“ (Jagger / Richard) – 3:48
B1 strana
„Bitch“ (Jagger / Richard) – 3:31
B2 strana
„Let It Rock (live)“ (Berry) – 2:32